# Лайънъл Антверпенски
Лайънъл Антверпенски, 1-ви херцог на Кларънс (29 ноември 1338-7 октомври 1368) е третият син на крал Едуард III.

## Биография
Роден е в Антверпен, дн. Белгия. Като малък се жени за Елизабет де Бърг (починала 1363 г.), дъщеря на Уилям де Бърг, 3-ти граф на Ълстър (починал 1332 г.). Сватбената церемония се извършва на 15 август 1342 г. в Лондонската кула. Реалната му женитба с нея се извършва през 1352 г., на 14 години, когато придобива правата над земите ѝ в Ирландия. Слуга на Елизабет е известният английски поет Джефри Чосър.
Той става представител на крал Едуард ІІІ в Англия и през 1355 г. придобива титлата граф на Ълстър. Заминава за Дъблин през 1361 г. и става главен губернатор на Ирландия. Баща му му дава титлата херцог на Кларънс и се опитва да му осигури шотландския трон. Лайънъл и съветниците му в Дъблин обмислят как да попречан на английските заселници в Ирландия да се поирландчват бавно.
През 1366 г. той прокарва т.нар. „Статут от Килкени“, според който следните действия са незаконни:
- бракове между ирландци и англичани
- осиновяване на ирландски деца
- използване на ирландски имена
- носене на традиционни ирландски дрехи
- игра на хърлинг (традиционен ирландски спорт)
- изпълняване на ирландска музика

Лайънъл решава да се върне в Англия през 1361 г., защото изпитва трудности в поддържането на контрола в Ирландия.
След смъртта на Елизабет Лайънъл се жени за Виоланте, дъщеря на Галеацо Висконти, владетел на Павия (починал 1378 г.), в Милано през 1368 г. по време на сватбеното им пътешествие из Италия той заболява и умира в Алба на 7 октомври 1368. Погребан е в катедралата в Клер, графство Съфолк.
Единствената му дъщеря, Филипа Плантагенет, се жени през 1368 г. за Едуард Мортимър, 3-ти граф на Марч. Тяхната внучка Ан Мортимър се обвързва с династията Йорк. Йорк обосновават претенциите си за английския трон вследствие на тази връзка.